# Atsjinsk
Atsjinsk (Russisch: Ачинск) is de op twee na grootste stad in de Russische kraj Krasnojarsk. De stad ligt op de route van de Trans-Siberische spoorlijn, op 184 kilometer ten westen van de stad Krasnojarsk aan een uitloper van het Argagebergte op de oostelijke oever van de Tsjoelym (stroomgebied van de Ob). In 2006 had de stad 112.729 inwoners. De stad is een spoorwegknooppunt, heeft een rivierhaven en de luchthaven Atsjinsk.

## Geschiedenis
Atsjinsk werd op 25 juli 1641 door de Kozakken gesticht als de ostrog Atsjinski aan de rivier de Bely Ijoes. Na een brand in 1683 werd dit fort verplaatst naar de huidige locatie aan de rivier de Tsjoelym. In 1782 kreeg de plaats stadsrechten en de status van oejezdstad en in 1822 de status van okroegstad onder jurisdictie van het gouvernement Jenisejsk. De naam Atsjinsk is afkomstig van het stamgebied van de Turkse stam Atsji (of Atsjigi) waar ze werd gesticht.
In augustus 2019 brak er brand uit in munitiedepot bij de stad. De ontploffingen hielden 16 uur aan en acht mensen raakten gewond en een persoon overleed. Ruim 9500 inwoners uit het gebied vertrokken naar veiliger oorden. Tijdens de brand werd het luchtverkeer in een straal van 30 kilometer opgeschort en de spoorlijnen en snelwegen konden niet worden gebruikt. De autoriteiten gaan ervan uit dat een menselijke fout in het depot de oorzaak is van de explosie. In de omgeving ligt nog niet-ontplofte munitie, die door de explosies verspreid zijn.

## Bezienswaardigheden
In de stad bevinden zich onder andere een Kazan-kathedraal uit 1832, een voormalige synagoge uit 1907 en een voormalig vrouwen gymnasium uit 1912. Er bevindt zich verder een dramatheater en een museum voor regionale geschiedenis (gesticht in 1887).
Op 2 kilometer ten oosten van de stad ligt een Paleolithische vindplaats en op 14 kilometer ligt de Ajdasjinskaja-grot, waar 20-28.000 jaar oude overblijfselen zijn gevonden van godsdienstige activiteiten, mogelijk de oudste archeologische vindplaats van Siberië.

## Demografie
| 1897  | 1939   | 1959   | 1970   | 1979    | 1989    | 2002    |
| ----- | ------ | ------ | ------ | ------- | ------- | ------- |
| 6.700 | 32.500 | 50.300 | 97.000 | 116.800 | 123.210 | 118.744 |

## Geboren
- Svetlana Masterkova (17 januari 1968), middellangeafstandsloper en tweevoudig olympisch kampioene

Bestuurlijk centrum: Krasnojarsk

Artjemovsk · Atsjinsk · Bogotol · Borodino · Doedinka · Divnogorsk · Igarka · Ilanski · Jenisejsk · Kansk · Kodinsk · Lesosibirsk · Minoesinsk · Nazarovo · Norilsk · Oejar · Oezjoer · Sjarypovo · Sosnovoborsk · Zaozjorny · Zelenogorsk · Zjeleznogorsk